# Bleptina contigua
Bleptina contigua là một loài bướm đêm trong họ Noctuidae.